# Чарльз-Февриер, Стюарт
Стю́арт Ча́рльз-Фе́вриер (англ. Stuart Charles-Fevrier; 15 января 1959 года, Кюрасао) — сент-люсийский футбольный тренер.

## Биография
Несмотря на то, что Чарльз-Февриер родился в Кюрасао, почти свою тренерскую карьеру он сделал в Тринидаде и Тобаго. В 1999 году он стал главным тренером клуба созданного клуба «В Коннекшн». Уже через год специалист сумел привести его к победе в местном первенстве. В течение нескольких лет клуб стал одним из сильнейших. Всего Чарльз-Февриер пять раз приводил его к победам в чемпионате и четырежды — в кубке страны. За всё это время «В Коннекшн» пять раз выигрывал Карибский клубный чемпионат. Благодаря этим успехом сент-люсийский наставник выдвинулся в число ведущих клубных тренеров Карибского бассейна.
В 2003—2004 годах Чарльз-Февриер был главным тренером сборной Тринидада и Тобаго по футболу.

## Достижения
- Чемпион Тринидада и Тобаго (5): 2000, 2001, 2005, 2011/12, 2013/14.
- Обладатель Кубка Тринидада и Тобаго (4): 1999, 2000, 2002, 2013-14
- Победитель Клубного чемпионата КФС (5): 2001, 2002, 2006, 2009, 2013.
- Финалист Клубного чемпионата КФС (3): 2000, 2003, 2012.